# EF-430
A EF-430 é uma ferrovia de ligação brasileira em bitola métrica que interliga Campo Formoso e Alagoinhas (ambas no estado da Bahia), onde se conecta a EF-101. 
Incluída no Plano Nacional de Desestatização (PND) durante o governo do ex-presidente Michel Temer, ela é administrada pela Ferrovia Centro-Atlântica S.A., empresa privada que vem atuando como concessionária de diversas ferrovias brasileiras após a sequência de privatizações que vêm ocorrendo desde a década de 1990. 
Servindo com o propósito de transporte ferroviário de cargas, esta ferrovia possui como principais cargas transportadas: derivados de petróleo, cimento, calcário, farelo de soja, trigo e soja.
Em 11 de agosto de 2023, esta ferrovia foi anunciada como um dos equipamentos de infraestrutura viária que integram o eixo "transporte eficiente e sustentável" do programa Novo PAC, lançado no terceiro Governo Lula, a ser submetido a estudos visando a realização de novas concessões públicas.